# Marco de la O
Pour les articles homonymes, voir De la O.
Marco de la O, né le 12 juillet 1978 à Técpan de Galeana (es), état de Guerrero, au Mexique, est un acteur mexicain.

## Biographie
Marco de la O est notamment connu pour son rôle de Joaquín Guzmán dit « El Chapo », célèbre baron de la drogue mexicain dans la série télévisée américaine El Chapo.
Il a ėgalement jouė aux côtés de Sylvester Stallone dans, Rambo: Last Blood en 2019.

## Filmographie

### Cinéma
- 2019 : Rambo: Last Blood : Miguel

### Télévision
- 2001 : Salomé (es) [4]
- 2006 : Amor Sin Condiciones (es)
- 2007 : Bellezas indomables
- 2010 : La Loba (es) : Roberto
- 2011 : Emperatriz
- 2015 : Tanto amor : Raúl
- 2016 : Un Día Cualquiera (es) : Rodrigo
- 2017 : Maldita Tentación (es)
- 2017 - 2018 : El Chapo : Joaquín Guzmán dit « El Chapo »
- 2020 : Falsa identidad (Fausse identité) : Claudio Arismendi El Buitre
- 2020 : R (es) : Fidel[5]